# Морени, Маттиа
Маттиа Морени (итал. Mattia Moreni; 12 ноября 1920, Павия — 29 мая 1999, Бризигелла) — итальянский художник.

## Жизнь и творчество
Морени изучал живопись в Турине, в Академии Альбертина. Представитель абстрактного направления в итальянском искусстве. Первая персональная выставка — в 1946 году в Турине, в 1947 — в Милане. В 1952—1954 годах был членом группы художников Gruppo degli Otto; М.Морени входил в число её основателей. Начиная с 1947 года летние месяцы проводил в Романье. В 1949—1950 годах жил в Антибе, в 1950-51 — на острове Градо, в 1951-54 — в Фраскати, в 1954-56 — в Болонье. В 1956-66 годах художник работал в Париже. С 1966 года Морени живёт на крестьянском хуторе близ Бризигеллы.
Картины Морени получили международное признание. Он был участником выставок современного искусства в Касселе documenta I и II (соответственно в 1955 и 1959 годах). В 1948-56 годах и в 1960 полотна Морени занимали отдельный зал на Венецианской биеннале.

## Галерея
- Работы Маттиа Морени